# Loïs Wieringa
Loïs Wieringa (Leek, 27 juni 2005) is een voetbalspeelster uit Nederland. Ze speelt als doelverdediger voor ADO Den Haag.
Loïs Wieringa begon haar carrière bij Harkemase Boys voordat ze overstapte naar de jeugdopleiding van ADO Den Haag.
Sinds het seizoen 2022/23 fungeert ze als derde keepsters bij ADO Den Haag achter Barbara Lorsheijd en Isa Grimmius.

## Statistieken
| Seizoen    | Club         | Land      | Competitie         | Wedstrijden | Doelpunten |
| ---------- | ------------ | --------- | ------------------ | ----------- | ---------- |
| 2023-heden | ADO Den Haag | Nederland | Vrouwen Eredivisie | 0           | 0          |
| Totaal     | Totaal       | Totaal    | Totaal             | 0           | 0          |

Laatste update: 24 december 2023
1 Lorsheijd ·
2 Vonk ·
3 Noordermeer ·
4 Pijnacker Hordijk ·
5 Nelemans ·
6 Raaijmakers  ·
7 Van Raay ·
8 Van den Goorbergh ·
9 Loonen ·
10 Van Oosten ·
11 Viehoff ·
14 Remmers ·
15 Van den Ende ·
16 Grimmius ·
18 Glotzbach ·
19 Boerboom ·
20 Van Mierlo ·
21 Burgers ·
23 Dupon ·
24 Van Egmond ·
35 Bol ·
Coach: Glotzbach
Assistent-coach: Van Tol